# 2016年10月

## 10月2日
- 匈牙利舉行公投，表決是否接受歐盟的安置移民計劃，雖然反對票佔98%以上，但公投結果因投票率不足50%而無效。[1]
- 哥倫比亞舉行公投，表決是否接受政府與哥伦比亚革命武装力量－人民军達成的和平協議，結果反對票佔50.2%而不獲通過。[2]
- 2016年佛得角總統選舉進行投票。[3]

## 10月3日
- 大隅良典獲得本年度诺贝尔生理学或医学奖。[4]

## 10月4日
- 戴维·索利斯、邓肯·霍尔丹和约翰·科斯特利茨獲得本年度诺贝尔物理学奖。[5]
- 在10月3日和4日，救援人員於兩日內在意大利與利比亞之間的地中海海域總計救起超過1萬名偷渡者，另發現至少50名偷渡者已死亡。[6]

## 10月5日
- 让-皮埃尔·索瓦日、弗雷澤·斯托達特和伯纳德·费林加獲得本年度诺贝尔化学奖。[7]
- 連接埃塞俄比亞和吉布提兩國首都的亚吉铁路舉行通車儀式，該鐵路是至今非洲最長的電氣化鐵路線。[8]
- 2016年联合国秘书长选举經過安理會多輪意向性投票後，葡萄牙前總理安东尼奥·古特雷斯成為安理會屬意人選。[9]
- 颶風馬修吹襲海地，在10月4日和5日造成至少264人喪生。[10]

## 10月7日
- 哥倫比亞總統胡安·曼努埃尔·桑托斯獲得本年度诺贝尔和平奖。[11]
- 美國總統贝拉克·奥巴马簽署行政命令，正式解除美國對緬甸的經濟制裁。[12]

## 10月8日
- 2016年格魯吉亞國會選舉進行投票。[13]
- 沙特阿拉伯領導的聯軍空襲也門首都萨那，造成至少140人喪生，超過500人受傷。攻擊目標是也門親胡塞武裝政府內政部長的父親的喪禮會場。[14]
- 10月7日和8日，捷克舉行參議院換屆選舉，改選參議院三分之一議席。捷克同時在13個州舉行地方選舉。[15]
- 在近期的反政府示威有多名民眾死傷後，埃塞俄比亞政府宣佈國家進入緊急狀態，為期6個月。[16]

## 10月9日
- 2016年立陶宛議會選舉進行投票。[17]
- 緬甸若開邦三間邊防警察局先後被武裝分子襲擊，至少9名警察和8名襲擊者喪生。警方指襲擊者可能來自罗兴亚人恐怖組織。[18]

## 10月10日
- 奥利弗·哈特和本特·霍姆斯特罗姆獲得本年度诺贝尔经济学奖。[19]
- 日本声优田中一成因脑出血去世，年仅49岁。[20]

## 10月11日
- 三星電子宣佈全球停售Galaxy Note 7手機，並呼籲所有該手機的使用者關機和停止使用。[21]

- 一架隶属中国东方航空的A320客机在上海虹桥机场开始滑行准备起飞时发现跑道远方有架同公司的A330客机在穿越跑道，A320机组选择继续起飞，最终成功避开A330客机并避免了一起重大事故。[22]

## 10月13日
- 鲍勃·迪伦獲得本年度诺贝尔文学奖。[23]
- 美國海軍一艘驅逐艦向也門胡塞武装控制區發射巡航導彈，炸毀3個雷達站，是也門於2015年爆發內戰以來美軍首次直接攻擊胡塞武裝目標。[24]
- 尼日利亞政府宣佈博科聖地已釋放21名於2014年4月被綁架的奇博克中學女生。[25]
- 泰国国王普密蓬·阿杜德在曼谷病逝，享年88岁。[26]
- 聯合國大會通過決議，任命安东尼奥·古特雷斯為下任聯合國秘書長。[27]
- 馬爾代夫外交部發表聲明，宣佈馬爾代夫脫離英聯邦。[28]

## 10月14日
- 伊斯蘭國西奈省武裝分子襲擊埃及北西奈省一個軍方檢查站，造成12名士兵喪生，15名襲擊者被殺。[29]

## 10月15日
- 沙特阿拉伯領導的聯軍承認於10月8日對也門一個喪禮會場進行空襲，並表示是收到錯誤情報才進行攻擊，又表示將會向受害者家屬提供賠償。[30]
- 埃及空軍在北西奈省空襲伊斯蘭國西奈省武裝分子據點，據報有至少100名武裝分子被炸死。[29]
- 泰國國王駕崩
  - 泰國政府宣佈把新國王登基大典延遲至少一年，讓儲君瑪哈·哇集拉隆功能夠有更多時間哀悼父王普密蓬·阿杜德[31]。
  - 在新泰王登基前，前總理、現任泰國樞密院院長炳·廷素拉暖將擔任攝政王，行使國王的行政權力。[31]

## 10月17日
- 中华人民共和国载人航天器「神舟十一号」发射成功。[32]
- 伊拉克總理海德尔·阿巴迪宣佈解放摩蘇爾行動開始。[33]
- 英國國民西敏寺銀行突然宣布將停止今日俄羅斯員工的所有金融服務，今日俄羅斯總編輯玛格丽塔·西蒙尼扬在推特發文：「我們所有員工的帳戶都會被關閉，但這個決定沒有經過他人審核。真該說，言論自由萬歲！」[34]

## 10月20日
- 中华人民共和国外交部发表声明称:中菲关系全面恢复。[35]

## 10月21日
- 美国域名服务器管理服务供应商Dyn公司（英语：Dyn (company)）遭到阻断服务攻击（DoS），造成美国部分网络瘫痪[36]。USA Today在一篇报道中分析称此次攻击是通过一个恶意软件创建的僵尸网络发起的，该僵尸网络主要由物联网设备构成。报道还指，多年来一直有专家警告，物联网的安全过于脆弱，有的设备甚至没有任何对网络攻击的防范措施[37]。
- 喀麥隆發生火車出軌事故，造成至少73人喪生。[38]

## 10月23日
- 伊拉克国民议会通過法案，禁止在伊拉克生產、進口和銷售酒精飲品。支持禁酒的一方認為飲酒有違伊斯兰教教義，而反對一方則認為禁酒令侵犯非穆斯林的自由。[39]

## 10月24日
- 中国共产党第十八届中央委员会第六次全体会议在北京召开，中共中央总书记习近平代表中共中央政治局向全会报告工作。[40]
- 10月24日大约下午14点，中国陕西省府谷县一居民院落的临时建筑彩钢房发生爆炸。截至当日19点40分，事故已经造成7人遇难、94人住院。[41]
- 位于巴基斯坦俾路支省的奎达警察训练学院发生恐怖袭击，造成62名学员死亡、超过165人受伤。[42][43][44]

## 10月27日
- NASA宣布:他们已经接受到2015年7月新视野号探测器穿越冥王星所收集的最后一块数据。这一数据以光速穿越3.4万亿英里（5.5万亿公里），于10月25日早上抵达約翰·霍普金斯大學應用物理實驗室。[45]

## 10月29日
- 2016年冰島議會選舉進行投票。[46]

## 10月30日
- 歐洲聯盟和加拿大簽署《綜合經濟與貿易協定》。[47]

## 10月31日
- 中国重庆市永川区金山沟煤矿发生瓦斯爆炸事故，造成33名矿工遇难。[48]